# Ousby
Ousby är en by (village) och en civil parish i Cumbria i nordvästra England. Orten har 362 invånare (2001).